# Hogarthita
La hogarthita és un mineral de la classe dels silicats. Rep el nom en honor de Donald David Hogarth (1927, Toronto, Ontario, Canadà - 4 de desembre de 2019, Canadà), professor al Departament de Ciències de la Terra a la Universitat d'Ottawa, en reconeixement de les seves contribucions a la mineralogia i a la geologia de la província de Grenville, i a la nomenclatura del grup del piroclor.

## Característiques
La hogarthita és un filosilicat de fórmula química (Na,K)₂CaTi₂Si₁₀O₂₆(H₂O)₆.₅·1,5H₂O. Va ser aprovada com a espècie vàlida per l'Associació Mineralògica Internacional l'any 2009, sent publicada per primera vegada el 2015. Cristal·litza en el sistema monoclínic. La seva duresa a l'escala de Mohs és 4.
Segons la classificació de Nickel-Strunz, la hogarthita pertany a «09.DP - Estructures transicionals ino-filosilicats» juntament amb els següents minerals: melifanita, leucosfenita, prehnita, amstal·lita, kvanefjeldita, lemoynita, natrolemoynita i altisita.
L'exemplar que va servir per a determinar l'espècie, el que es coneix com a material tipus, es troba conservat a les col·leccions mineralògiques del Museu Canadenc de la Natura, al Quebec (Canadà), amb el número de catàleg: cmnmc 86086.

## Formació i jaciments
Va ser descoberta a la pedrera Poudrette, situada al mont Saint-Hilaire, dins el municipi regional de comtat de La Vallée-du-Richelieu, a Montérégie (Quebec, Canadà), on es troba en forma d'agregats cristal·lins densos i radials. Aquest indret és l'únic a tot el planeta on ha estat descrita aquesta espècie mineral.